# Hans Leciejewski
Hans Leciejewski (* 8. März 1944 in Heidelberg; † 21. Dezember 2017) war ein deutscher Basketball- und Handballspieler und Sportfunktionär. Als aktiver Sportler war Leciejewski Basketball-Nationalspieler und wurde mit dem USC Heidelberg Deutscher Meister im Basketball 1966 sowie mit der SG Leutershausen deutscher Handballmeister 1968 im Hallen- und 1969 im Feldhandball. Auch als Basketballtrainer wurde Leciejewski mit dem USC Heidelberg 1977 Meister. Nachdem Leciejewski bereits seit 1974 Leiter des Bundesleistungszentrums in Heidelberg war, wurde er ab 1987 bis zu seinem Ruhestand 2008 auch Leiter des Olympiastützpunkts Rhein-Neckar.

## Werdegang
Leciejewski wuchs in Eppelheim auf und besuchte das Hebel-Gymnasium in Schwetzingen. Bis 1971 studierte Leciejewski Anglistik und Sportwissenschaft an der Universität Heidelberg. Als Schüler hatte er bereits Basketball und Handball gespielt und insbesondere im Basketball erste Erfolge gehabt, als er in die Jugend-Nationalmannschaft berufen wurde und für die Teilnahme am Albert-Schweitzer-Turnier im benachbarten Mannheim vorgesehen war. Nachdem Leciejewski 1963 bereits erste Spiele in der Herrenmannschaft des USC Heidelberg in der damals höchsten Spielklasse Oberliga absolviert hatte, wurde er mit der Juniorenmannschaft, in der mit Jürgen Loibl und Klaus Urmitzer zwei weitere spätere Herren-Nationalspieler spielten, deutscher Vizemeister. Anschließend gehörte Leciejewski fest zum Kader des damaligen deutschen Rekordmeisters, der 1964 und 1965 jedoch zunächst zweimal im Halbfinale um die deutsche Meisterschaft ausschied. In dieser Zeit wurde Leciejewski auch 15-mal in die Herren-Auswahl des DBB berufen. In der Saison 1965/66 konnten die Heidelberger schließlich ihren siebten Meistertitel holen, nachdem man im Finale Titelverteidiger MTV 1846 Gießen schlug. Nachdem die Mannschaft im FIBA Europapokal der Landesmeister 1966/67 nach beachtlicher Leistung im Achtelfinale gegen den späteren Titelgewinner Real Madrid ausgeschieden war, verpasste man als Titelverteidiger auch sehr knapp den Einzug in die Finalrunde der neu eingeführten Basketball-Bundesliga 1966/67, der jedoch ein Jahr später gelang, als man im Halbfinale dem VfL Osnabrück unterlag.
Trotz seiner Erfolge im Basketball hatte Leciejewski den Handballsport nie aufgegeben und stand auch im erweiterten Kader der SG Leutershausen, als diese 1968 erstmals Meister im Hallenhandball wurde. Ein Jahr später war Leciejewski aktiver beteiligt, als die Mannschaft diesen Erfolg nun auch im Feldhandball wiederholen konnte. Im siegreichen Finalspiel verletzte sich Leciejewski jedoch am Knöchel und zog sich anschließend vom aktiven Leistungssport zurück. War Leciejewski bereits 1968 Sprecher des Allgemeinen Deutschen Hochschulsportverbands geworden, so verlegte er sich jetzt auf die Organisation und Betreuung der deutschen Leistungssportler, deren Delegation er bei den Universiaden 1970 anführte. Bei den Olympischen Spielen 1972 in München war er Leiter der Athleteninformation und wurde schließlich im Juni 1974 Leiter des neuen Bundesleistungszentrums im Neuenheimer Feld. Dem Basketball blieb er weiter besonders verbunden, indem er Trainer wurde und schließlich auch die Erstligamannschaft des USC Heidelberg nach deren achter Meisterschaft 1973 verantwortlich übernahm. Der USC verlor jedoch als Titelverteidiger die Finalspiele 1974 gegen den SSV Hagen, der die Herren-Meisterschaft erstmals an den Sitz des DBB in Westfalen holte. In der folgenden Saison kehrte Meistertrainer Dick Stewart zunächst zurück nach Heidelberg, bevor nach dessen Rücktritt zum Jahreswechsel Leciejewski erneut den Posten übernehmen musste und nach den verlorenen Finalspielen gegen den MTV 1846 Gießen ein weiteres Mal Vizemeister wurde. Nachdem die Mannschaft in der neuen „eingleisigen“ Bundesliga 1976 den vierten Platz belegt hatte, holte er mit der Mannschaft in der Basketball-Bundesliga 1976/77 nicht nur den neunten Titelgewinn des Vereins in der Meisterschaft, sondern auch den Titelgewinn im Pokalwettbewerb und damit auch das Double. Anschließend räumte Leciejewski seinen Posten für seinen bisherigen Assistenten Roland Geggus.
Mit dem Rücktritt von Trainer Leciejewski hatten aber auch weitere verdiente Spieler ihre Laufbahn beendet und so stieg der USC Heidelberg trotz eines weiteren Titelerfolgs 1978 im Pokalwettbewerb schließlich 1980 aus der höchsten Spielklasse ab. Nachdem Geggus zurückgetreten war, wurde Leciejewski erneut Trainer des Rekordmeisters und konnte die Mannschaft zunächst zum sofortigen Wiederaufstieg führen. In der Bundesliga-Saison 1981/82 rutschte man jedoch erneut in die Relegationsrunde, in der man nur noch zwei Spiele gewann und erneut abstieg. Nach dem prompten Wiederaufstieg hielt man in der Bundesliga-Runde 1983/84 zwar die Klasse, doch in der folgenden Saison verpasste man den erneuten Klassenerhalt in einer Relegationsrunde mit Zweitligisten, worauf Leciejewski sein Amt aufgab. An den Olympischen Spielen 1984 in Los Angeles und den Olympischen Spielen 1992 in Barcelona nahm Leciejewski als Betreuer teil und blieb auch Leiter des Heidelberger Leistungszentrums, als dieses ab 1987 als Olympiastützpunkt fungierte. Weiter war er im DBB lange Jahre Vizepräsident für den Bereich Leistungssport.
Leciejewski war ein Vetter der Basketballspieler Gerhard Heindel und Volker Heindel.